# Field Security Section
Die Field Security Section (FSS) der British Army diente im Zweiten Weltkrieg dem Gewinnen von Erkenntnissen über den Feind durch Human Intelligence („Nachrichtendienst“) und war deren Feldnachrichtentruppe. Vor allem in Deutschland nahm die FSS unmittelbar nach dem Krieg Ermittlungen gegen Nazikriegsverbrecher auf.

## Entstehung
Einheiten der Field Security, die mit einer Art nachrichtendienstlicher Militärpolizei vergleichbar waren, wurde bereits vor dem Ersten Weltkrieg eingerichtet. In den Jahren 1914–1918 wurde die Police intelligence eingerichtet, um die Truppe gegen Spionage und Sabotage zu schützen. Die Einheiten waren schlecht ausgestattet und ausgebildet und verursachten nach Einschätzung eines späteren Angehörigen des FSS mehr Probleme als sie lösten.
Unter Leitung des damaligen Oberstleutnants Gerald Templer wurden ab 1939 Security Sections in den British Expeditionary Forces eingerichtet. Schließlich waren 3040 Offiziere und 5930 Soldaten anderer Ränge im Einsatz. Formell wurde der Dienst von König Georg VI. am 15. Juli 1940 aufgestellt.
Aufgabe der Einheit war, Informationen von Kriegsgefangenen und der mit den Alliierten verbundenen Zivilbevölkerung zu erhalten. Die Field Security Section entwickelte 1942 eine Fallschirmspringereinheit (Airborne Section), die 89th FSS. Die luftbeweglichen Einheiten des FSS wurden in Nordafrika, Italien, der Normandie und an der Rheingrenze eingesetzt. Die 89 Military Intelligence Section wurde später in die 16 Air Assault Brigade der British Army eingegliedert.

## Ausbildung und Aufgaben
Die Aufgaben und Methoden des Field Security Section nahmen ursprünglich die Corps of Military Police (CMP) in den Einheiten der Field Security Police (FSP) wahr. Mit der Aufstellung nachrichtendienstlicher Einheiten, den Intelligence Corps (Int Corps) Mitte der 1940er Jahre, wurden die FSP-Aufgaben und Personal des CMP zu den Int Corps überführt. Die ersten Ausbildungseinheiten wurden von den CMP in Mytchett wahrgenommen, doch bald nach Winchester in das Field Security Training Centre und Depot verlagert. Diese Trainingscenter konnte 77 voll ausgebildete Kleineinheiten im Dezember 1940 entlassen.
Im „Manual of Field Security“ von 1943 wurden u. a. folgende Aufgaben aufgeführt:
1. Zusammenstellung von „Blacklists“ und „Whitelists“ aus verschiedensten Quellen, wie dem Secret Intelligence Service (SIS), Special Operations Executive (SOE) und Ultra. Die Black Lists enthielten Personen, die mit dem Gegner kollaborierten, die „White Lists“ wurden für den Kontakt mit lokalen Widerstandsgruppen und alliiertenfreundlich gesinnten Personen angelegt.
2. Gefangennahme und Verhör von Personen der Black List sowie „high category prisoners“.
3. Suche nach gefangen genommenen Nachrichtenoffizieren des Gegners und Abschöpfen von Dokumenten und anderem interessanten Material.
4. Briefing der eigenen Verbindungsoffiziere mit nachrichtendienstlichen Informationen.
5. Beschaffung von Schlüsselinformationen.

Nach Kriegsende übernahm der FSS auch Ermittlungen mit kriminalpolizeilichen Charakter und überführte eine Reihe hochrangiger Nazis.

## Organisation
Das Intelligence Corps Parachute FSS war in Fallschirmsprung und Luftlandeoperationen ausgebildet.
Zwei Einheiten wurden aufgestellt:
- die 89 Field Security Section
- die 317 (Airborne) Field Security Section (wurde im Zuge der Aufstellung der 6th Airborne Division, am 1. Juni 1943 hauptsächlich mit Personal der 89 FSS gebildet). Diese Einheit wurde speziell für die bevorstehende Operation Overlord. Der Field Security wurden hauptsächlich Aufgaben in der Normandie und der Gegend von Ranville zugewiesen.

Die 317 FSS wurde 1945 mit der 6th Airborne Division nach Palästina verlegt und im Juli 1948 aufgelöst.

## Ausrüstung
Die Einheiten hatten umfangreiche Waffenkenntnisse und wurden an allen schweren Waffen der British Army und genauso an den deutschen Entsprechungen ausgebildet.
Die Einheiten waren mit den Handfeuerwaffen ausgerüstet, die 1939 bei der British Army eingeführt wurden: dem Revolver .38 Webley oder Enfield-Revolver. Die Fallschirmeinheiten nutzten die semiautomatischen Pistolen von Colt und Browning. Die frühen Fallschirmeinheiten waren mit Thompson-Pistolen ausgestattet. Später wurde die leichtere Sten Gun eingesetzt. Einige nutzen auch erbeutete deutsche 9-mm-MP40.
Das Gewehr 7.92mm aus der k98-Serie, die Maschinenpistole 9-mm-MP40 und die 7.92-mm-MG 34 oder MP42 der deutschen Wehrmacht, SA und SS konnten bedient werden.
Die Einheiten stellten mit den Feldfunkgeräten No18 (Manpack für „short range telephony and C/W working in forward areas“, 6 – 9 MHz) und No38 (Manpack oder für Fahrzeuge) die Verbindung in ihrem Hauptquartier her. Rufzeichen war ACORN.

## Wirken in Deutschland
Die FSS, die mit Kriegsende in das besetzte Deutschland kommandiert wurden, hatten die Aufgabe, nach Kriegsverbrechern und NS-Führungspersönlichkeiten zu fahnden. Schwerpunkt war Schleswig-Holstein, da zahlreiche Funktionäre und Prominente des NS-Staates über die „Rattenlinie Nord“ hierher geflüchtet waren. Die letzte Reichsregierung unter Großadmiral Dönitz war hier und das Gros der Stäbe von SS und Polizei vom Reichsführer SS, Heinrich Himmler, war im nördlichen Landesteil zusammengezogen worden. Die Field Security Section 92 hatte ihren Sitz in Heide/Holstein.
Die Einheiten der FSS waren auf ihren Einsatz in Deutschland umfassend vorbereitet worden. Sie brachten Akten und Unterlagen mit, um ihre Tätigkeit in Deutschland direkt aufzunehmen. In Deutschland wurden vielfach vor dem Krieg aus Deutschland ausgewanderte jüdische Menschen eingesetzt, die auch Deutsch sprachen. Wie bei der Festnahme von Rudolf Höß gingen dem Einsatz des FSS Ermittlungen des War Crimes Investigation Team (WCIT) voraus.
Nach Kriegsende überwachte das FSS im norddeutschen Raum den Postverkehr, um untergetauchte NS-Funktionäre aufzuspüren. Das FSS fand heraus, dass sich der Kommandant von Auschwitz, Rudolf Höß, im Raum Flensburg versteckte und seine Frau Hedwig Höß, die in Dithmarschen lebte, seinen Aufenthaltsort kannte. Die Fahnder des FSS drohten, ihren ältesten Sohn in ein Arbeitslager nach Sibirien zu schicken, wenn sie den Aufenthaltsort ihres Mannes verschweige. Daraufhin nannte sie Adresse und Decknamen ihres Mannes: Er lebte auf dem Bauernhof von Peter Hansen in Gottrupel bei Flensburg unter dem Decknamen Franz Lang. Die Field Security Section 92 mit Sitz in Heide/Holstein bildeten ein Eingreifkommando und nahmen Höß in der Nacht fest. Er hatte als angesehener Landarbeiter auf dem Hof gearbeitet.

## Wirken in Österreich
In Österreich waren knapp 300 FSS Mitarbeiter eingesetzt. Ähnlich wie in Deutschland ermittelten sie gegen NS-Aktive und Kollaborateure während des Krieges. Dazu überprüften sie beispielsweise auch Österreicherinnen, die britische Soldaten heiraten wollten. Der FSS arbeitete mit der neu gegründeten Staatspolizei zusammen und ermittelte gegen Monarchisten und Neonazis sowie rechte Separatisten in Tirol. Vor besonders große Aufgaben waren die FSS-Leute durch die große Zahl von aus Ungarn kommenden Flüchtlingen gestellt.

## Bekannte Angehörige
John Edward Killick war britischer Diplomat und Botschafter des Vereinigten Königreiches in der UdSSR und bei der NATO. Während des Zweiten Weltkrieges war er zunächst beim Suffolk Regiment und kommandierte später die 89th Field Security Section der 1st Airborne Division in Arnhem. Er geriet in deutsche Kriegsgefangenschaft, wurde 1945 befreit und kommandierte die FSS-Einheit in Siegen.

## Belege
1. ↑  574 FIELD SECURITY SECTION. Abgerufen am 28. Juli 2015 (englisch).
2. ↑  Field Security. JUST ORDINARY MEN, abgerufen am 28. Juli 2015 (englisch).
3. ↑  History of Intelligence Corps. (PDF) British Army, archiviert vom Original (nicht mehr online verfügbar) am 7. August 2015; abgerufen am 28. Juli 2015 (englisch).
4. ↑  Weapons & Equipment of the Airborne solder. 89FSS World War Two Re-enactment Group, abgerufen am 28. Juli 2015.
5. ↑  Auschwitz-Kommandant im Zweiten Weltkrieg: Wie Rudolf Höss in SH verhaftet wurde. Der britische Journalist Thomas Harding erzählt in einer Doppelbiografie von einem Versteckspiel, Nazi-Jägern und einem verräterischen Ehering. In: shz.de. 5. Dezember 2014, abgerufen am 28. Juli 2015.
6. ↑  Alfred Ableitinger, Siegfried Beer, Eduard Staudinger (Hrsg.): Österreich unter alliierter Besatzung 1945–1955. Böhlau, Wien 1998, ISBN 978-3-205-98588-4.